# Cripta del Redentore
La cripta della Madonna della Grotta è una chiesa rupestre ipogea situata nel comune di Taranto.
Originariamente era un'antica tomba a camera romana di età imperiale situata in via Terni, collegata con un antico pozzo d'acqua sorgiva. La grotta di forma circolare del diametro di circa otto metri, le cui pareti sono decorate da affreschi di grande valore artistico risalenti agli inizi del XII secolo. La cripta faceva parte della Chiesa di Santa Maria di Murivetere, chiusa al culto nel 1578 da Monsignor Lelio Brancaccio.
La tradizione infatti afferma che nella cripta si celebrò il primo culto cristiano secondo la liturgia bizantina. Nel XII secolo fu corredata da affreschi di notevole bellezza tra cui il "Cristo Pantocratore tra san Giovanni e la Vergine" nell'abside, e sulle pareti laterali sono decorate con figure di santi "San Basilio", "Sant'Euplo" e "San Biagio".
Dopo il XIII secolo la cripta fu abbandonata per parecchi secoli, probabilmente perché eccessivamente periferica rispetto alla città, fino alla sua riscoperta nel 1899 da parte dell'archeologo Luigi Viola, durante l'esecuzione di alcuni lavori in una sua proprietà e inaugurata il 13 febbraio del 1900. Nel marzo del 1979, grazie ad una petizione dell'Arcivescovo di Taranto Monsignor Guglielmo Motolese, si decise di intervenire per il suo recupero, realizzando opere di consolidamento e di salvaguardia della struttura.
Nel Dicembre 2011 il sito è stato riaperto al pubblico.

## La leggenda di San Pietro
La profonda devozione popolare, fece di quel luogo il teatro della leggenda sulla prima evangelizzazione cristiana di Taranto.
Come risulta dalla "Historia Sancti Petri", l'Apostolo Pietro sarebbe sbarcato verso l'ora terza nel porto della città, dopo una sosta nell'odierna Isola di San Pietro.
Volendosi dissetare, si sarebbe diretto verso il luogo sacro in cui si trovava il pozzo, vicino al quale si ergeva la grande statua in bronzo di una divinità pagana, probabilmente Zeus: nel momento in cui il santo si sarebbe fatto il segno della croce per dedicare il sito a Giovanni il Battista, la statua si sarebbe frantumata.
Questo avvenimento è rappresentato nel dipinto "Ingresso di San Cataldo a Taranto", realizzato dal pittore Giovanni Caramia nel 1675, per adornare una parete laterale del vestibolo della Cattedrale di San Cataldo.